# Kilinochchi (distrikt)

Kilinochchidistriktet inom Sri Lanka.

Kilinochchi District är ett av Sri Lankas 25 distrikt. Distriktets huvudstad är Kilinochchi.